# Elisa (italienische Sängerin)

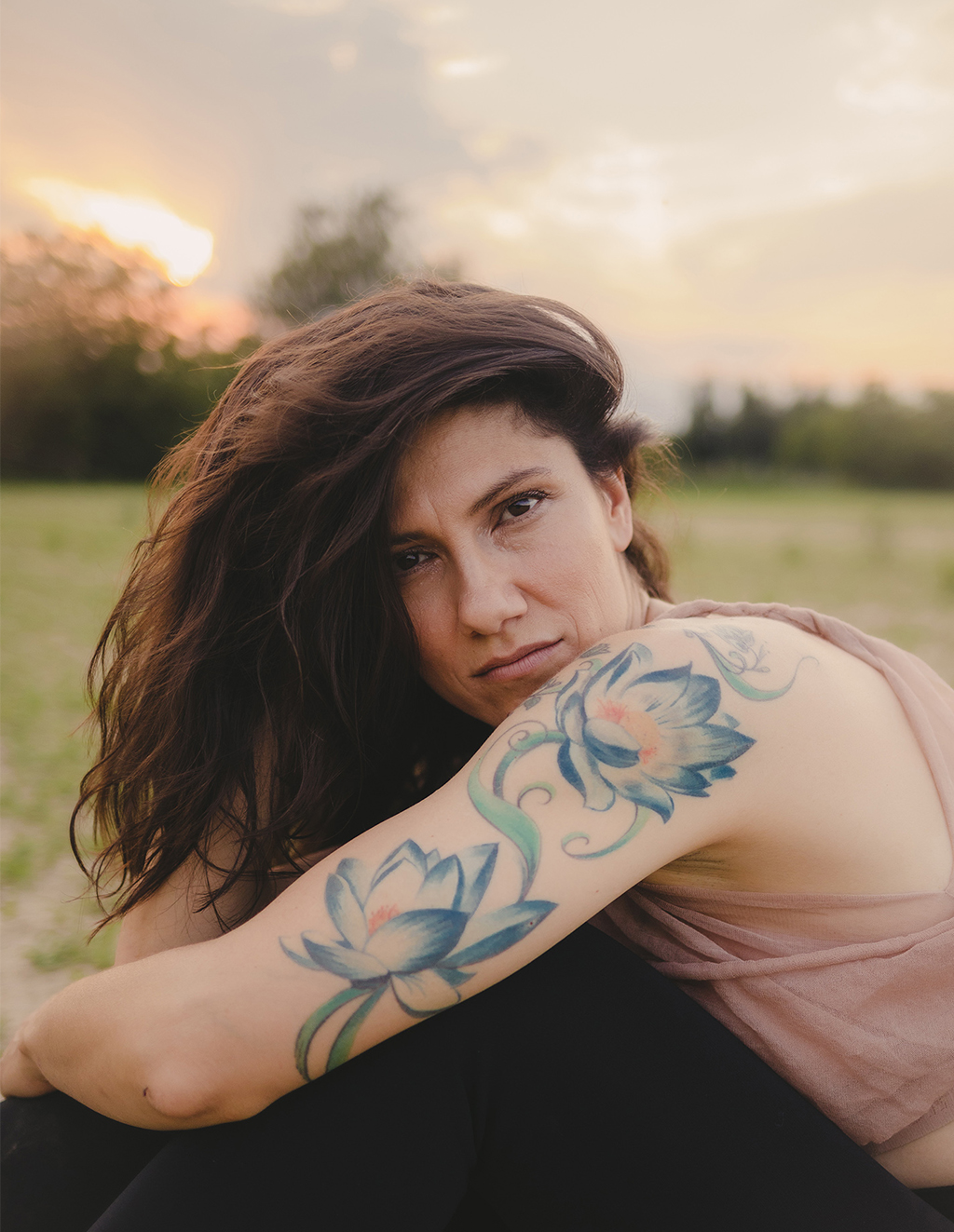
Elisa Toffoli (2020)

Elisa Toffoli (* 19. Dezember 1977 in Triest) ist eine italienische Sängerin und Songwriterin, die als Künstlerin unter dem Namen Elisa bekannt wurde. Im Jahr 2001 gewann sie das Sanremo-Festival, allerdings hatte die Sängerin auch internationale Erfolge.

## Leben und Karriere

### Anfänge
Elisa Toffoli wurde in Triest geboren und wuchs in Monfalcone (Gorizia), einem kleinen Ort im Nordosten Italiens an der Grenze zu Slowenien, auf. Als Kind zeigte sie großes Interesse für die Kunst: sie tanzte, malte, spielte im Theater und schrieb Kurzgeschichten. Ihre Liebe zur Kunst wuchs, als sie sowohl Rudyard Kiplings Gedichte als auch die Liedtexte vom Doors-Frontmann Jim Morrison entdeckte. Mit elf Jahren schrieb sie ihren ersten Songtext und die erste Melodie. Einige Jahre später begann Elisa, mit verschiedenen örtlichen Bands aufzutreten und wurde so schnell in die Welt der Musik eingeführt.
Als Elisa 16 Jahre alt war, bekam Caterina Caselli, die Inhaberin der Plattenfirma Sugar, eine Demoaufnahme von ihr und erkannte Elisas Talent. Sie arrangierte für sie eine Reise in die USA, um Elisas Englisch zu verbessern und ihr erstes Album Pipes & Flowers aufzunehmen. Das Album wurde von Corrado Rustici (Whitney Houston, Zucchero) produziert und im September 1997 von Casellis Plattenfirma veröffentlicht. Die Kritik und das Publikum waren von der jungen Sängerin beeindruckt. Das Debütalbum wurde später in anderen europäischen Ländern veröffentlicht. In Italien bekam das Album viele Auszeichnungen von der Kritik, wie die Targa Tenco 1998 für das beste Debüt und den italienischen Musikpreis PIM. Zusätzlich erhielt Elisa das Angebot von Eros Ramazzotti, seine Konzerte durch ganz Europa als Opening Act zu eröffnen, und sie nutzte diese Gelegenheit.

### Durchbruch

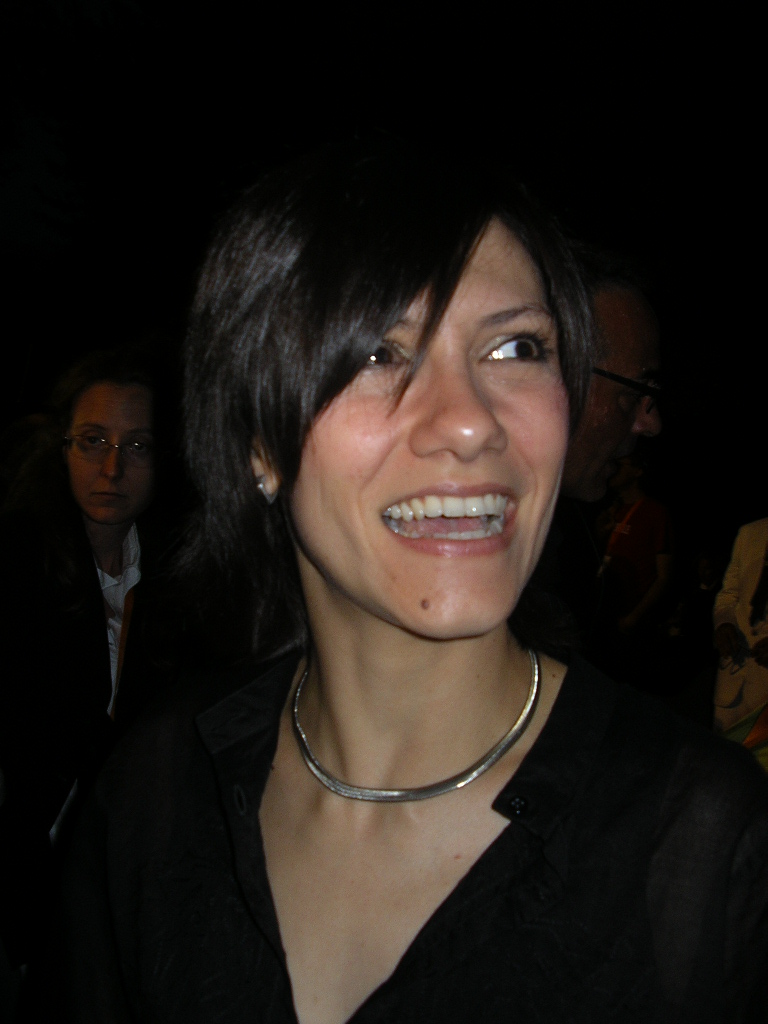
Die Sängerin 2007

In den Jahren 2000 und 2001 veröffentlichte Elisa zwei Alben: Asile’s World und Then Comes the Sun. Asile’s World war mit experimentellen elektronischen Arrangements ein deutlicher Schritt weg von dem Debüt; das Album entstand in Zusammenarbeit mit verschiedenen Produzenten. Die zweite Auflage enthielt schließlich einen der größten Hits Elisas – ihr erstes Lied auf Italienisch: Luce (tramonti a Nord Est), das bereits unter dem ursprünglichen englischen Titel Come Speak to Me bekannt war. Der italienische Text stammte von Zucchero; Elisa gelang mit dem Lied der Sieg beim Sanremo-Festival 2001.
Das dritte Album zeigte wiederum eine Rückkehr zu traditionelleren Arrangements und war von der Zusammenarbeit mit Corrado Rustici geprägt. Eine Elisa genannte internationale CD mit Liedern ihrer ersten drei Alben wurde 2002 in mehr als 20 Ländern veröffentlicht. Ihr viertes Album Lotus erschien 2003, gefolgt von einer Tournee durch Theater in Italien. Das Hauptthema der CD sowie der Tournee unterschied sich sehr von den vorangegangenen Alben. Es handelte sich um akustische Versionen einiger ihrer älteren sowie um einige neue akustische Lieder, inklusive Coverversionen von Leonard Cohens Hallelujah und Lou Reeds Femme Fatale. Lotus wurde mehr als 300.000-mal verkauft.
2005 flog Elisa nach Los Angeles, um ihr fünftes Album aufzunehmen, das nun von Glen Ballard (Alanis Morissette, Anastacia, Christina Aguilera) produziert werden sollte. Das Ergebnis war Pearl Days – in Zusammenarbeit mit dem Schlagzeuger Matt Chamberlain (Tori Amos, Macy Gray) und den Gitarristen Tim Pierce (Phil Collins, Rod Stewart) und Michael Landau (Seal, Miles Davis). Zusätzlich sang sie auf der Abschlussfeier der Olympischen Winterspiele in Salt Lake City, sang im Duett mit Luciano Pavarotti für Pavarotti & Friends, spielte die Hauptrolle in Giovanni Sollimas Oper Ellis Island und nahm ein Duett mit Tina Turner auf (Teach Me Again), mit dem von Elisa verfassten Liedtext für den Dokumentarfilm All the Invisible Children (Alle Kinder dieser Welt), einer Zusammenarbeit von verschiedenen Regisseuren wie unter anderem Spike Lee und John Woo.
Im Spätjahr 2006 erschien in Italien das Album Soundtrack ’96-’06, eine Kompilation der Hit-Singles ihrer zehnjährigen künstlerischen Karriere. Das Album enthält vier neue Lieder, drei davon auf Italienisch. Sie sang während der Abschlusszeremonie der Olympischen Winterspiele 2006 in Turin das Lied Luce. Weniger als sechs Monate später zog sich Elisa ins Studio zurück, um an einer weiteren internationalen Veröffentlichung zu arbeiten, die Caterpillar genannt wurde und viele Lieder von Soundtrack ’96-’06 enthält. Das Album erschien am 20. Juli 2007 in verschiedenen europäischen Ländern. Die erste Single (Stay) ist ihrem Vater gewidmet.

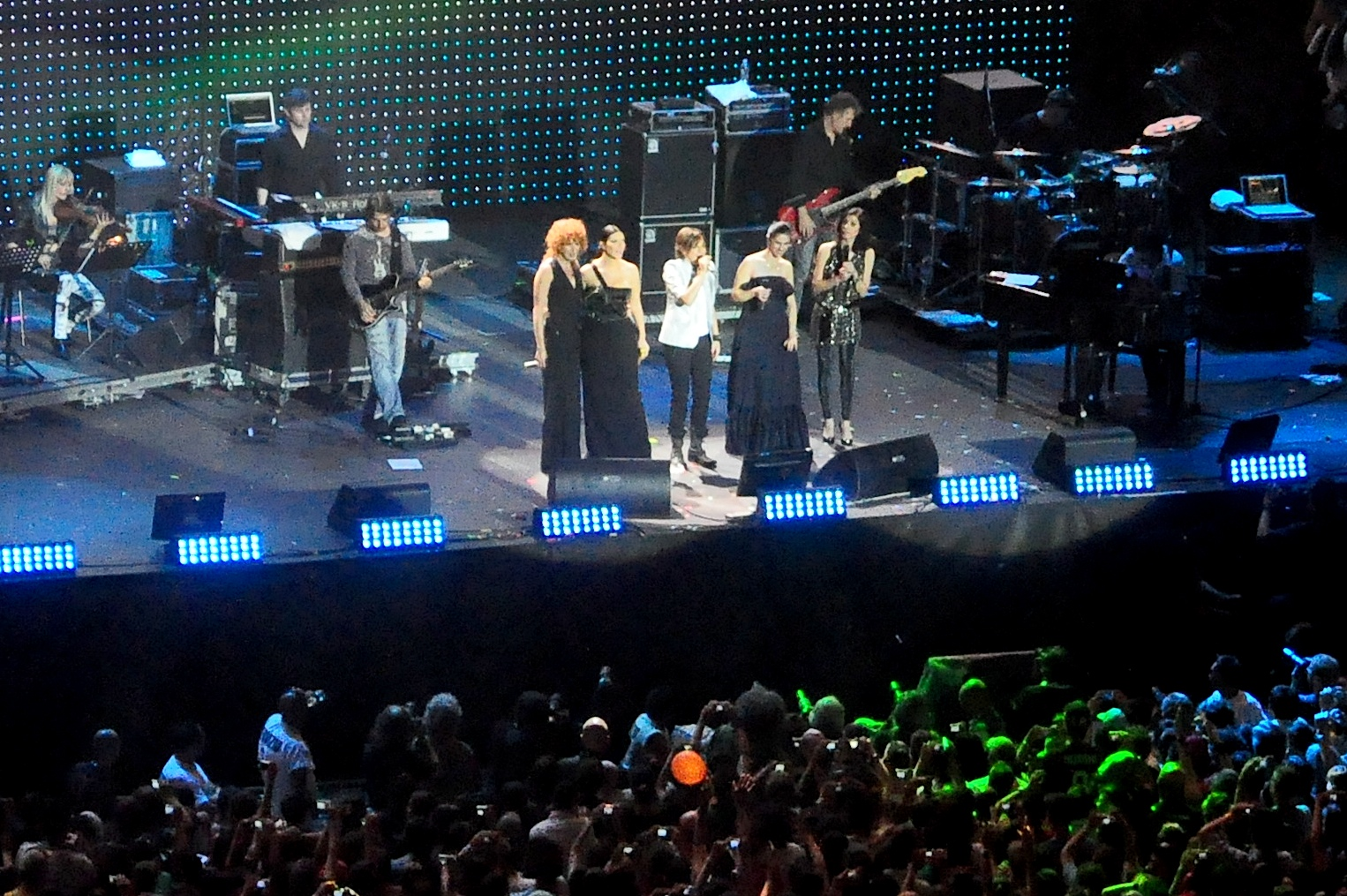
Elisa als Teil der Amiche per l’Abruzzo mit Fiorella Mannoia, Laura Pausini, Gianna Nannini und Giorgia

Am 5. Juli 2007 trat Elisa im Teatro del Silenzio im Rahmen eines Konzertes von Andrea Bocelli auf und sang mit ihm das Lied La voce del silenzio. Am 16. November 2007 wurde in Italien das Live-Album „Soundtrack ’96-’06 Live“ veröffentlicht, das auch eine DVD zu einem Konzerts der Tour enthält. Ende 2009 wurde die erste Tochter Elisas geboren; der Vater war der Gitarrist Andrea Rigonat, der auch an Elisas nächstem Album Heart beteiligt war. Es enthält italienisch und englisch gesungene Titel, darunter eine Version des Tears-for-Fears-Hits Mad World aus dem Jahr 1982. Zur Unterstützung der Opfer des Erdbebens von L’Aquila war Elisa 2009 auch Teil der Amiche per l’Abbruzzo (Gruppe von 90 italienischen Sängerinnen, u. a. mit Laura Pausini, Gianna Nannini, Fiorella Mannoia und Giorgia), die ein Charitykonzert in San Siro gaben.
Die Single Nostalgia leitete 2010 das nächste Album Ivy ein. 2012 war Elisa mit Ancora qui auf dem Soundtrack zu Quentin Tarantinos Django Unchained vertreten. Am 20. März 2013 brachte Elisa ihren Sohn zur Welt und im selben Jahr erschien das neue Album L’anima vola, das erstmals komplett auf Italienisch war. 2014 wurde ein Asteroid nach ihr benannt: (147766) Elisatoffoli.
Nach einer ausgedehnten Tournee beteiligte sie sich 2015 bei der Castingshow Amici di Maria De Filippi als Expertin und war u. a. für die Band The Kolors verantwortlich, die in diesem Jahr gewann. Ende des Jahres begann sie bereits mit der Arbeit an einem neuen Album, das von Curt Schneider produziert wurde. Nach einem Gastauftritt beim Sanremo-Festival 2016 veröffentlichte Elisa das Album On am 25. März 2016. Auch in diesem Jahr war sie wieder bei Amici tätig, diesmal gemeinsam mit Emma Marrone. 2018 meldete sie sich mit dem Album Diari aperti zurück, aus dem eine Reihe erfolgreicher Singles hervorging. Sie arbeitete mit verschiedenen italienischen Musikern zusammen, darunter Francesco De Gregori, Carl Brave, Rkomi, Marracash und Mahmood. Im Juni 2019 nahm sie außerdem gemeinsam mit der US-amerikanischen Rockband Imagine Dragons deren Lied Birds neu auf.
Mit dem Lied O forse sei tu kehrte Elisa 2022 zum Sanremo-Festival zurück. Dort belegte sie dieses Mal den zweiten Platz und erhielt den Preis für die beste Komposition.

## Diskografie

### Studioalben
| Jahr | Titel Musiklabel                                        | Höchstplatzierung, Gesamtwochen, AuszeichnungChartplatzierungen (Jahr, Titel, Musiklabel, Platzierungen, Wochen, Auszeichnungen, Anmerkungen) | Höchstplatzierung, Gesamtwochen, AuszeichnungChartplatzierungen (Jahr, Titel, Musiklabel, Platzierungen, Wochen, Auszeichnungen, Anmerkungen) | Höchstplatzierung, Gesamtwochen, AuszeichnungChartplatzierungen (Jahr, Titel, Musiklabel, Platzierungen, Wochen, Auszeichnungen, Anmerkungen) | Höchstplatzierung, Gesamtwochen, AuszeichnungChartplatzierungen (Jahr, Titel, Musiklabel, Platzierungen, Wochen, Auszeichnungen, Anmerkungen) | Anmerkungen                                                  |
| Jahr | Titel Musiklabel                                        | IT | DE | AT | CH | Anmerkungen                                                  |
| ---- | ------------------------------------------------------- | --- | --- | --- | --- | ------------------------------------------------------------ |
| 1997 | Pipes & Flowers Sugar/Universal                         | IT9 ×3Dreifachplatin · (35 Wo.)IT | — | — | — | Erstveröffentlichung: 22. September 1997 Verkäufe: + 300.000 |
| 2000 | Asile’s World Sugar/Universal                           | IT7 (… Wo.)IT | — | — | — | Erstveröffentlichung: 5. März 2000                           |
| 2001 | Asile’s World (Sanremo Repackaging) Sugar/Universal     | IT5 (20 Wo.)IT | — | — | — | Erstveröffentlichung: 2001                                   |
| 2001 | Then Comes the Sun Sugar/Universal                      | IT10 ×3Dreifachplatin · (55 Wo.)IT | — | — | — | Erstveröffentlichung: 9. November 2001 Verkäufe: + 300.000   |
| 2003 | Lotus Sugar/Universal                                   | IT2 ×4Vierfachplatin · (30 Wo.)IT | — | — | — | Erstveröffentlichung: 14. November 2003                      |
| 2004 | Pearl Days Sugar/Universal                              | IT2 (24 Wo.)IT | — | — | — | Erstveröffentlichung: 15. Oktober 2004                       |
| 2005 | Pearl Days (2005 edition) Sugar/Universal               | IT16 (25 Wo.)IT | — | — | — | Erstveröffentlichung: 2005                                   |
| 2009 | Heart Sugar/Warner                                      | IT1 ×2Doppelplatin · (47 Wo.)IT | — | — | — | Erstveröffentlichung: 13. November 2009 Verkäufe: + 140.000  |
| 2010 | Ivy Sugar/Warner                                        | IT4 Platin · (46 Wo.)IT | — | — | — | Erstveröffentlichung: 30. November 2010 Verkäufe: + 60.000   |
| 2012 | Un giorno questo dolore ti sarà utile Sugar/Warner      | IT46 (2 Wo.)IT | — | — | — | Erstveröffentlichung: 24. Januar 2012 mit Andrea Guerra      |
| 2013 | L’anima vola Sugar/Warner                               | IT1 ×2Doppelplatin · (93 Wo.)IT | — | — | — | Erstveröffentlichung: 15. Oktober 2013 Verkäufe: + 100.000   |
| 2016 | On Sugar/Warner                                         | IT1 Platin · (45 Wo.)IT | — | — | — | Erstveröffentlichung: 25. März 2016 Verkäufe: + 50.000       |
| 2018 | Diari aperti Island/Universal                           | IT2 ×3Dreifachplatin · (164 Wo.)IT | — | — | CH53 (2 Wo.)CH | Erstveröffentlichung: 26. Oktober 2018 Verkäufe: + 150.000   |
| 2022 | Ritorno al futuro / Back To The Future Island/Universal | IT1 Platin · (33 Wo.)IT | — | — | CH31 (2 Wo.)CH | Erstveröffentlichung: 18. Februar 2022 Verkäufe: + 50.000    |

### Livealben
| Jahr | Titel Musiklabel                                   | Höchstplatzierung, Gesamtwochen, AuszeichnungChartplatzierungen (Jahr, Titel, Musiklabel, Platzierungen, Wochen, Auszeichnungen, Anmerkungen) | Höchstplatzierung, Gesamtwochen, AuszeichnungChartplatzierungen (Jahr, Titel, Musiklabel, Platzierungen, Wochen, Auszeichnungen, Anmerkungen) | Höchstplatzierung, Gesamtwochen, AuszeichnungChartplatzierungen (Jahr, Titel, Musiklabel, Platzierungen, Wochen, Auszeichnungen, Anmerkungen) | Höchstplatzierung, Gesamtwochen, AuszeichnungChartplatzierungen (Jahr, Titel, Musiklabel, Platzierungen, Wochen, Auszeichnungen, Anmerkungen) | Anmerkungen                              |
| Jahr | Titel Musiklabel                                   | IT | DE | AT | CH | Anmerkungen                              |
| ---- | -------------------------------------------------- | --- | --- | --- | --- | ---------------------------------------- |
| 2007 | Soundtrack ’96-’06 Live Sugar/Warner               | IT11 (29 Wo.)IT | — | — | — | Erstveröffentlichung: 16. November 2007  |
| 2022 | Back To The Future Part I: Live Island/Universal   | IT10 (1 Wo.)IT | — | — | — | Erstveröffentlichung: 16. September 2022 |
| 2022 | Back To The Future Part II: Live Island/Universal  | IT12 (1 Wo.)IT | — | — | — | Erstveröffentlichung: 21. Oktober 2022   |
| 2022 | Back To The Future Part III: Live Island/Universal | IT25 (1 Wo.)IT | — | — | — | Erstveröffentlichung: 24. November 2022  |

### Kompilationen
| Jahr | Titel Musiklabel                                             | Höchstplatzierung, Gesamtwochen, AuszeichnungChartplatzierungen (Jahr, Titel, Musiklabel, Platzierungen, Wochen, Auszeichnungen, Anmerkungen) | Höchstplatzierung, Gesamtwochen, AuszeichnungChartplatzierungen (Jahr, Titel, Musiklabel, Platzierungen, Wochen, Auszeichnungen, Anmerkungen) | Höchstplatzierung, Gesamtwochen, AuszeichnungChartplatzierungen (Jahr, Titel, Musiklabel, Platzierungen, Wochen, Auszeichnungen, Anmerkungen) | Höchstplatzierung, Gesamtwochen, AuszeichnungChartplatzierungen (Jahr, Titel, Musiklabel, Platzierungen, Wochen, Auszeichnungen, Anmerkungen) | Anmerkungen                                                 |
| Jahr | Titel Musiklabel                                             | IT | DE | AT | CH | Anmerkungen                                                 |
| ---- | ------------------------------------------------------------ | --- | --- | --- | --- | ----------------------------------------------------------- |
| 2002 | Elisa Sony                                                   | — | — | — | CH84 (3 Wo.)CH | Erstveröffentlichung: 2002                                  |
| 2006 | Soundtrack ’96-’06 Sugar/Warner                              | IT1 Diamant (2007) + Platin (2021) · (94 Wo.)IT                                                                                               | — | — | CH58 (10 Wo.)CH | Erstveröffentlichung: 17. November 2006 Verkäufe: + 430.000 |
| 2007 | Caterpillar Sugar/Warner                                     | IT34 (7 Wo.)IT | — | — | — | Erstveröffentlichung: 20. Juli 2007                         |
| 2017 | Soundtrack ’97-’17 Sugar                                     | IT4 Gold · (23 Wo.)IT | — | — | — | Erstveröffentlichung: 1. September 2017 Verkäufe: + 25.000  |
| 2023 | Intimate - Recordings at Abbey Road Studios Island/Universal | IT9 Gold · (9 Wo.)IT | — | — | — | Erstveröffentlichung: 7. Dezember 2023 Verkäufe: + 25.000   |

Weitere Kompilationen
- 2008: Dancing
- 2012: Steppin’ on Water

### Singles als Leadmusikerin
| Jahr | Titel Album                                                    | Höchstplatzierung, Gesamtwochen, AuszeichnungChartplatzierungen (Jahr, Titel, Album, Platzierungen, Wochen, Auszeichnungen, Anmerkungen) | Höchstplatzierung, Gesamtwochen, AuszeichnungChartplatzierungen (Jahr, Titel, Album, Platzierungen, Wochen, Auszeichnungen, Anmerkungen) | Höchstplatzierung, Gesamtwochen, AuszeichnungChartplatzierungen (Jahr, Titel, Album, Platzierungen, Wochen, Auszeichnungen, Anmerkungen) | Höchstplatzierung, Gesamtwochen, AuszeichnungChartplatzierungen (Jahr, Titel, Album, Platzierungen, Wochen, Auszeichnungen, Anmerkungen) | Anmerkungen |
| Jahr | Titel Album                                                    | IT | DE | AT | CH | Anmerkungen |
| --- | -------------------------------------------------------------- | --- | --- | --- | --- | --- |
| 2000 | Gift Asile’s World                                             | IT26 (1 Wo.)IT | — | — | — | Erstveröffentlichung: 31. März 2000                                                                                            |
| 2001 | Luce (tramonti a Nord Est) Asile’s World (Sanremo Repackaging) | IT1 Gold (2001) + Platin (2024) · (23 Wo.)IT                                                                                             | — | — | — | Erstveröffentlichung: März 2001 Verkäufe: + 75.000                                                                             |
| 2002 | Rainbow Then Comes the Sun                                     | IT5 (17 Wo.)IT | — | — | — | Erstveröffentlichung: 22. Februar 2002                                                                                         |
| 2002 | Time Then Comes the Sun                                        | IT46 (2 Wo.)IT | — | — | — | Erstveröffentlichung: 22. Juli 2002                                                                                            |
| 2002 | Dancing Then Comes the Sun                                     | IT33 (2 Wo.)IT | — | — | — | Erstveröffentlichung: 20. September 2002 Charteinstieg erst 2012                                                               |
| 2002 | Come Speak to Me Elisa                                         | — | — | — | CH70 (14 Wo.)CH | Erstveröffentlichung: 23. September 2002                                                                                       |
| 2003 | Almeno tu nell’universo Lotus                                  | IT1 (25 Wo.)IT | — | — | — | Erstveröffentlichung: 14. Februar 2003 Coverversion, Original von Mia Martini                                                  |
| 2003 | Broken Lotus                                                   | IT3 (21 Wo.)IT | — | — | — | Erstveröffentlichung: 24. Oktober 2004                                                                                         |
| 2005 | Una poesia anche per te Pearl Days                             | IT2 (28 Wo.)IT | — | — | — | Erstveröffentlichung: 15. April 2005                                                                                           |
| 2005 | Swan –                                                         | IT3 (25 Wo.)IT | — | — | — | Erstveröffentlichung: 31. Oktober 2005                                                                                         |
| 2006 | Teach Me Again All the Invisible Children (Soundtrack)         | IT1 (23 Wo.)IT | DE43 (6 Wo.)DE | AT65 (3 Wo.)AT | CH41 (4 Wo.)CH | Erstveröffentlichung: 27. Januar 2006 feat. Tina Turner                                                                        |
| 2006 | Gli ostacoli del cuore Soundtrack ’96-’06                      | IT— Platin (2018)IT | — | — | — | Erstveröffentlichung: 10. Oktober 2006 nur Download, Platz 1 der Download-Charts (32 Wochen) Verkäufe: + 50.000; feat. Ligabue |
| 2007 | Eppure sentire (un senso di te) Steppin’ on Water              | IT52 Platin · (3 Wo.)IT | — | — | — | Erstveröffentlichung: 12. Januar 2007 Verkäufe: + 50.000; aus dem Soundtrack zu Handbuch der Liebe 2                           |
| 2007 | Stay Soundtrack ’96-’06                                        | — | — | — | — | Erstveröffentlichung: 6. April 2007 nur Download, Platz 11 der Download-Charts (22 Wochen)                                     |
| 2007 | Qualcosa che non c’è Soundtrack ’96-’06                        | IT17 (9 Wo.)IT | — | — | — | Erstveröffentlichung: 2. November 2007                                                                                         |
| 2009 | Ti vorrei sollevare Heart                                      | IT1 ×2Doppelplatin · (38 Wo.)IT | — | — | — | Erstveröffentlichung: 16. Oktober 2009 Verkäufe: + 60.000; feat. Giuliano Sangiorgi                                            |
| 2010 | Anche se non trovi le parole Heart                             | IT33 (9 Wo.)IT | — | — | — | Erstveröffentlichung: 22. Januar 2010                                                                                          |
| 2010 | Nostalgia Ivy                                                  | IT34 (4 Wo.)IT | — | — | — | Erstveröffentlichung: 19. November 2010                                                                                        |
| 2011 | Basta così Casa 69                                             | IT7 Platin · (32 Wo.)IT | — | — | — | Erstveröffentlichung: 15. April 2011 Verkäufe: + 30.000; mit Negramaro                                                         |
| 2011 | Love Is Requited Steppin’ on Water                             | IT37 (11 Wo.)IT | — | — | — | Erstveröffentlichung: 15. November 2011                                                                                        |
| 2013 | Ancora qui L’anima vola                                        | IT41 (4 Wo.)IT | — | — | — | Erstveröffentlichung: 23. August 2013 aus dem Soundtrack zu Django Unchained                                                   |
| 2013 | Ecco che L’anima vola                                          | IT22 Gold · (13 Wo.)IT | — | — | — | Erstveröffentlichung: 22. November 2013 Verkäufe: + 15.000                                                                     |
| 2014 | Un filo di seta negli abissi L’anima vola                      | IT39 Gold · (19 Wo.)IT | — | — | — | Erstveröffentlichung: 31. Januar 2014 Verkäufe: + 15.000                                                                       |
| 2014 | Pagina bianca L’anima vola                                     | IT87 (1 Wo.)IT | — | — | — | Erstveröffentlichung: 23. Mai 2014                                                                                             |
| 2014 | A modo tuo L’anima vola                                        | IT18 ×2Doppelplatin · (26 Wo.)IT | — | — | — | Erstveröffentlichung: 7. November 2014 Verkäufe: + 100.000                                                                     |
| 2015 | La signora del quinto piano #1522 –                            | IT64 (1 Wo.)IT | — | — | — | Erstveröffentlichung: 29. Mai 2015 Carmen Consoli, Elisa, Emma, Irene Grandi, Nada & Gianna Nannini                            |
| 2016 | No Hero On                                                     | IT8 ×3Dreifachplatin · (30 Wo.)IT | — | — | — | Erstveröffentlichung: 15. Januar 2016 Verkäufe: + 150.000                                                                      |
| 2016 | Love Me Forever On                                             | IT86 Gold · (1 Wo.)IT | — | — | — | Erstveröffentlichung: 13. Mai 2016 Verkäufe: + 25.000                                                                          |
| 2016 | Bruciare per te On                                             | IT93 Platin · (3 Wo.)IT | — | — | — | Erstveröffentlichung: 26. August 2016 Verkäufe: + 50.000                                                                       |
| 2017 | Ogni istante –                                                 | IT40 Platin · (10 Wo.)IT | — | — | — | Erstveröffentlichung: 22. September 2017 Verkäufe: + 50.000                                                                    |
| 2018 | Quelli che restano Diari aperti                                | IT38 (1 Wo.)IT | — | — | — | Erstveröffentlichung: 14. September 2018 mit Francesco De Gregori                                                              |
| 2018 | Se piovesse il tuo nome Diari aperti                           | IT4 ×4Vierfachplatin · (37 Wo.)IT | — | — | — | Erstveröffentlichung: 28. September 2018 Verkäufe: + 400.000                                                                   |
| 2018 | Promettimi Diari aperti                                        | IT52 Platin · (3 Wo.)IT | — | — | — | Erstveröffentlichung: 15. Oktober 2018 Verkäufe: + 70.000                                                                      |
| 2019 | Anche fragile Diari aperti                                     | IT18 ×2Doppelplatin · (20 Wo.)IT | — | — | — | Erstveröffentlichung: 18. Januar 2019 Verkäufe: + 140.000                                                                      |
| 2019 | Vivere tutte le vite Diari aperti                              | IT22 ×2Doppelplatin · (26 Wo.)IT | — | — | — | Erstveröffentlichung: 3. Mai 2019 Verkäufe: + 140.000; mit Carl Brave                                                          |
| 2019 | Tua per sempre Diari aperti                                    | IT88 Gold · (3 Wo.)IT | — | — | — | Erstveröffentlichung: 13. September Verkäufe: + 25.000                                                                         |
| 2019 | Blu Part II Diari aperti                                       | IT75 Gold · (1 Wo.)IT | — | — | — | Erstveröffentlichung: 8. November 2019 Verkäufe: + 35.000; mit Rkomi                                                           |
| 2020 | Neon – le ali Persona                                          | IT5 Platin · (20 Wo.)IT | — | — | — | Erstveröffentlichung: 6. März 2020 Verkäufe: + 70.000; mit Marracash                                                           |
| 2020 | Andrà tutto bene –                                             | IT27 (1 Wo.)IT | — | — | — | Erstveröffentlichung: 9. April 2020 feat. Tommaso Paradiso                                                                     |
| 2021 | Rubini Ghettolimpo                                             | IT39 Platin · (20 Wo.)IT | — | — | — | Erstveröffentlichung: 27. August 2021 Verkäufe: + 100.000; mit Mahmood                                                         |
| 2022 | O forse sei tu Ritorno al futuro / Back To The Future          | IT4 ×2Doppelplatin · (17 Wo.)IT | — | — | CH37 (1 Wo.)CH | Erstveröffentlichung: 2. Februar 2022 Verkäufe: + 200.000; Beitrag zum Sanremo-Festival 2022                                   |
| 2022 | Quello che manca Ritorno al futuro / Back To The Future        | IT49 (2 Wo.)IT | — | — | — | Erstveröffentlichung: 10. Februar 2022 feat. Rkomi                                                                             |
| 2023 | Diamanti N20 – Tour 2023 Setlist                               | IT42 Platin · (13 Wo.)IT | — | — | — | Erstveröffentlichung: 16. März 2023 Verkäufe: + 100.000; mit Negramaro & Jovanotti                                             |
| 2023 | Quando Nevica –                                                | IT38 (3 Wo.)IT | — | — | — | Erstveröffentlichung: 23. November 2023                                                                                        |
| 2024 | Dillo solo al buio –                                           | IT47 (13 Wo.)IT | — | — | — | Erstveröffentlichung: 14. November 2024                                                                                        |
| Folgende Lieder erschienen nicht als Single, wurden aber durch das Album zum Download und Streaming bereitgestellt und konnten somit eine Platzierung erlangen: |                                                                | | | | | |
| |                                                                | | | | | |
| 2010 | Anche tu, anche se Ivy                                         | IT37 (6 Wo.)IT | — | — | — | feat. Fabri Fibra |
| 2010 | Ho messo via Ivy                                               | IT87 (1 Wo.)IT | — | — | — | Coverversion, Original von Ligabue                                                                                             |
| 2011 | Forgiveness Ivy                                                | IT51 (1 Wo.)IT | — | — | — | |
| 2013 | L’anima vola                                                   | IT2 ×2Doppelplatin · (34 Wo.)IT | — | — | — | Verkäufe: + 60.000 |
| 2013 | Non fa niente ormai L’anima vola                               | IT18 (4 Wo.)IT | — | — | — | |
| 2013 | E scopro cos’è la felicità L’anima vola                        | IT60 (1 Wo.)IT | — | — | — | feat. Tiziano Ferro |
| 2014 | One L’anima vola (Deluxe Edition)                              | IT54 (2 Wo.)IT | — | — | — | Coverversion, Original von U2                                                                                                  |
| 2016 | Sorrido già On                                                 | IT51 (1 Wo.)IT | — | — | — | feat. Emma & Giuliano Sangiorgi                                                                                                |

Weitere Singles
- 1997: Sleeping in Your Hand
- 1997: Labyrinth
- 1998: Mr. Want
- 1998: Cure Me
- 2000: Happiness Is Home
- 2000: Asile’s World
- 2010: Someone to Love
- 2011: Sometime Ago
- 2014: Maledetto labirinto
- 2020: Soul
- 2021: Seta
- 2022: Litoranea (feat. Matilda de Angelis, IT: Gold) (50.000+)
- 2022: Palla al centro
- 2022: Come te nessuno mai

### Singles als Gastmusikerin
| Jahr | Titel Album                          | Höchstplatzierung, Gesamtwochen, AuszeichnungChartplatzierungen (Jahr, Titel, Album, Platzierungen, Wochen, Auszeichnungen, Anmerkungen) | Höchstplatzierung, Gesamtwochen, AuszeichnungChartplatzierungen (Jahr, Titel, Album, Platzierungen, Wochen, Auszeichnungen, Anmerkungen) | Höchstplatzierung, Gesamtwochen, AuszeichnungChartplatzierungen (Jahr, Titel, Album, Platzierungen, Wochen, Auszeichnungen, Anmerkungen) | Höchstplatzierung, Gesamtwochen, AuszeichnungChartplatzierungen (Jahr, Titel, Album, Platzierungen, Wochen, Auszeichnungen, Anmerkungen) | Anmerkungen                                                                            |
| Jahr | Titel Album                          | IT | DE | AT | CH | Anmerkungen                                                                            |
| --- | ------------------------------------ | --- | --- | --- | --- | -------------------------------------------------------------------------------------- |
| 2014 | We Are Incurable Romantics Stay Gold | IT29 (7 Wo.)IT | — | — | — | Erstveröffentlichung: 19. Dezember 2014 Ozark Henry feat. Elisa                        |
| 2017 | Piccola anima Vietato morire         | IT54 Platin · (7 Wo.)IT | — | — | — | Ermal Meta feat. Elisa Verkäufe: + 50.000                                              |
| 2019 | Blu Dove gli occhi non arrivano      | IT9 ×2Doppelplatin · (17 Wo.)IT | — | — | — | Erstveröffentlichung: 8. März 2019 Verkäufe: + 140.000; Rkomi feat. Elisa              |
| 2020 | Volente o nolente 7                  | IT60 Gold · (2 Wo.)IT | — | — | — | Erstveröffentlichung: 20. November 2020 Verkäufe: + 35.000; Ligabue feat. Elisa        |
| 2025 | Nonostante tutto Alaska Baby         | IT21 Gold · (… Wo.)IT | — | — | — | Erstveröffentlichung: 10. April 2025 Verkäufe: + 100.000; Cesare Cremonini feat. Elisa |
| Folgende Lieder erschienen nicht als Single, wurden aber durch das Album zum Download und Streaming bereitgestellt und konnten somit eine Platzierung erlangen: |                                      | | | | |                                                                                        |
| |                                      | | | | |                                                                                        |
| 2021 | Senza sogni Guesus                   | IT25 (1 Wo.)IT | — | — | — | Guè feat. Elisa                                                                        |
| 2022 | D10S Dove volano le aquile           | IT44 (1 Wo.)IT | — | — | — | Luchè feat. Elisa                                                                      |
| 2022 | Così Non Va Botox                    | IT50 (1 Wo.)IT | — | — | — | Night Skinny feat. Bnkr44, Elisa, Gaia, Madame & Rkomi                                 |
| 2024 | Aurora Boreali Alaska Baby           | IT64 (1 Wo.)IT | — | — | — | Cesare Cremonini feat. Elisa                                                           |

## Auszeichnungen für Musikverkäufe
Anmerkung: Auszeichnungen in Ländern aus den Charttabellen bzw. Chartboxen sind in ebendiesen zu finden.
| Land/RegionAuszeichnungen für Musikverkäufe (Land/Region, Auszeichnungen, Verkäufe, Quellen) | Gold       | Platin       | Diamant  | Verkäufe  | Quellen |
| -------------------------------------------------------------------------------------------- | ---------- | ------------ | -------- | --------- | ------- |
| Italien (FIMI)                                                                               | 11× Gold11 | 54× Platin54 | Diamant1 | 4.015.000 | fimi.it |
| Insgesamt                                                                                    | 11× Gold11 | 54× Platin54 | Diamant1 |           |         |

## Belege
1. ↑  (147766) Elisatoffoli in der Small-Body Database des Jet Propulsion Laboratory der NASA am California Institute of Technology (Caltech) in Pasadena, Kalifornien (englisch)
2. 1 2 3  Chartquellen (Alben):
  - Guido Racca & Chartitalia: Top 100 FIMI Album. Lulu, 2013, S. 105 (IT bis 2012).
  - Alben von Elisa. In: Italiancharts.com. Hung Medien, abgerufen am 13. November 2016 (IT ab 2000).
  - Alben von Elisa. In: Hitparade.ch. Hung Medien, abgerufen am 13. November 2016 (CH).
3. 1 2  Elisa in concerto a Ferrara. In: estense.com. 29. April 2011, abgerufen am 13. Juli 2021 (italienisch).
4. ↑  L' incredibile Elisa star anche negli Usa. (Memento vom 27. Oktober 2013 im Internet Archive) archiviostorico.corriere.it, 10. März 2009, abgerufen am 13. Juli 2021 (italienisch).
5. ↑  'Quanti ricordi della Sicilia' il ritorno di Elisa a Taormina. In: ricerca.repubblica.it. 12. September 2007, abgerufen am 13. Juli 2021 (italienisch).
6. 1 2  Chartquellen (Singles):
  - Guido Racca & Chartitalia: Top 100 FIMI Singoli. Lulu, 2013, S. 89 (IT bis 2012).
  - Archivio classifiche Top Digital. FIMI, abgerufen am 11. Dezember 2024 (italienisch, IT ab 2008).
  - Elisa. In: Offizielle deutsche Charts. GfK Entertainment, abgerufen am 13. November 2016 (DE).
  - Singles von Elisa. In: Austriancharts.at. Hung Medien, abgerufen am 13. November 2016 (AT).
  - Singles von Elisa. In: Hitparade.ch. Hung Medien, abgerufen am 13. November 2016 (CH).
7. ↑  Elisa brilla di luce propria. In: ricerca.repubblica.it. 1. April 2021, abgerufen am 4. Juli 2024 (italienisch).
8. 1 2  Guido Racca & Chartitalia: Top 100 FIMI Singoli. Lulu, 2013, S. 174.
9. ↑  Luca Valtorta: Carmen Consoli per le donne, “la mia canzone contro gli stalker”. In: Repubblica.it. Gruppo Editoriale L’Espresso, 28. Mai 2015, abgerufen am 13. November 2016 (italienisch).

| Personendaten    | Personendaten                          |
| ---------------- | -------------------------------------- |
| NAME             | Elisa                                  |
| ALTERNATIVNAMEN  | Toffoli, Elisa (vollständiger Name)    |
| KURZBESCHREIBUNG | italienische Sängerin und Songwriterin |
| GEBURTSDATUM     | 19. Dezember 1977                      |
| GEBURTSORT       | Triest, Italien                        |